# Messe Berlin
Die Messe Berlin GmbH ist der Betreiber der Messegelände Berlin ExpoCenter City (Messegelände unter dem Funkturm) sowie Berlin ExpoCenter Airport und gehört mit einem Konzernumsatz von 354,6 Millionen Euro zu den umsatzstärksten Messegesellschaften weltweit. Mit einer Hallenausstellungsfläche von 190.000 m² und einem Freigelände von 100.000 m² ist die Messe Berlin flächenmäßig die derzeit sechstgrößte Messegesellschaft in Deutschland.
Die Geschäftsführung der Messe Berlin besteht seit September 2023 aus Mario Tobias (Vorsitzender der Geschäftsführung) und Dirk Hoffmann. Zuvor war Dirk Hoffmann kommissarischer Vorsitzender der Geschäftsführung nachdem Martin Ecknig, Vorsitzender der Geschäftsführung seit 1. Januar 2021, im November 2022 vorzeitig ausschied.

## Geschichte

Ansicht des Messegeländes auf einer Souvenirfotografie der frühen 1940er Jahre

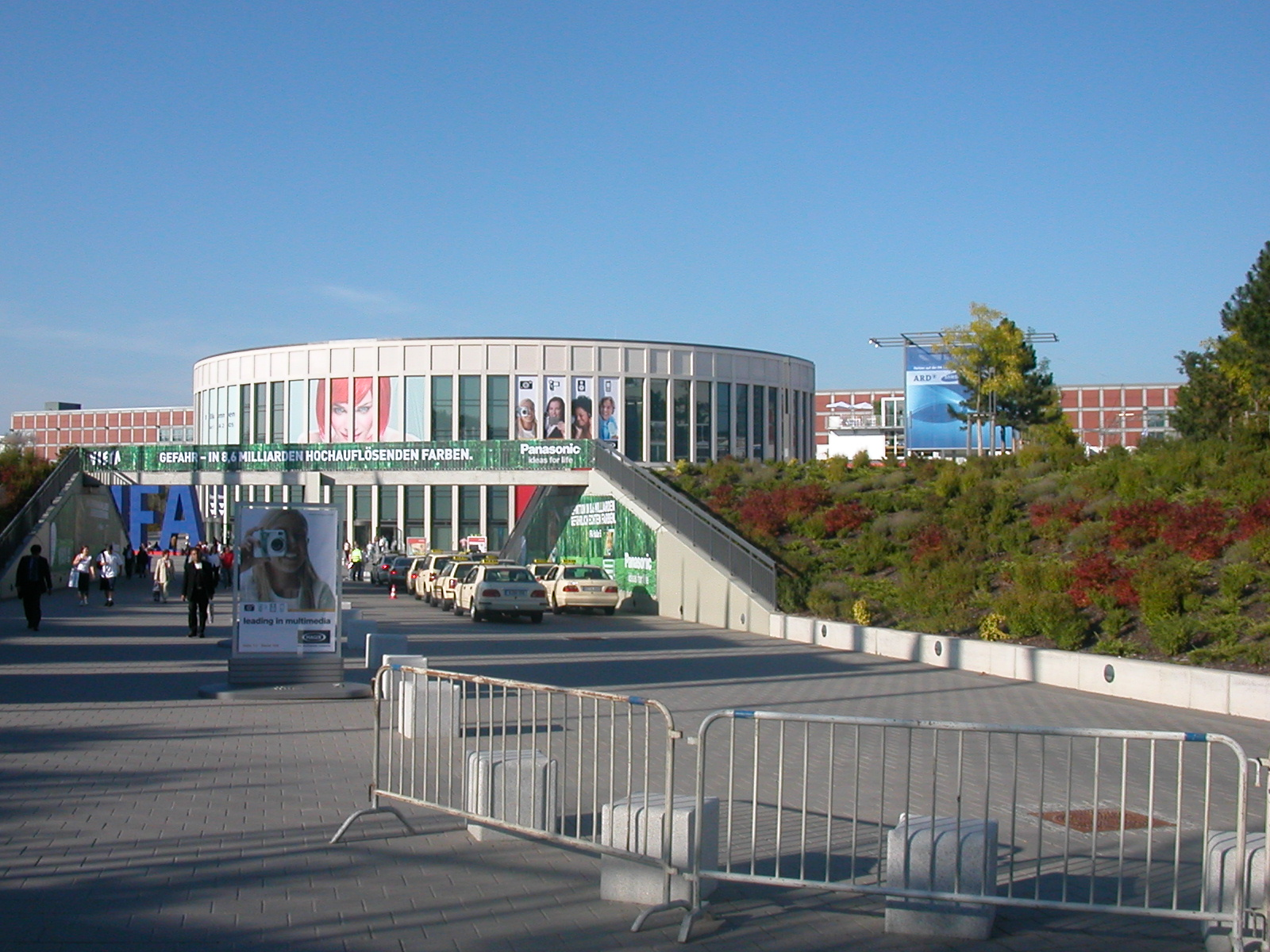
Südeingang

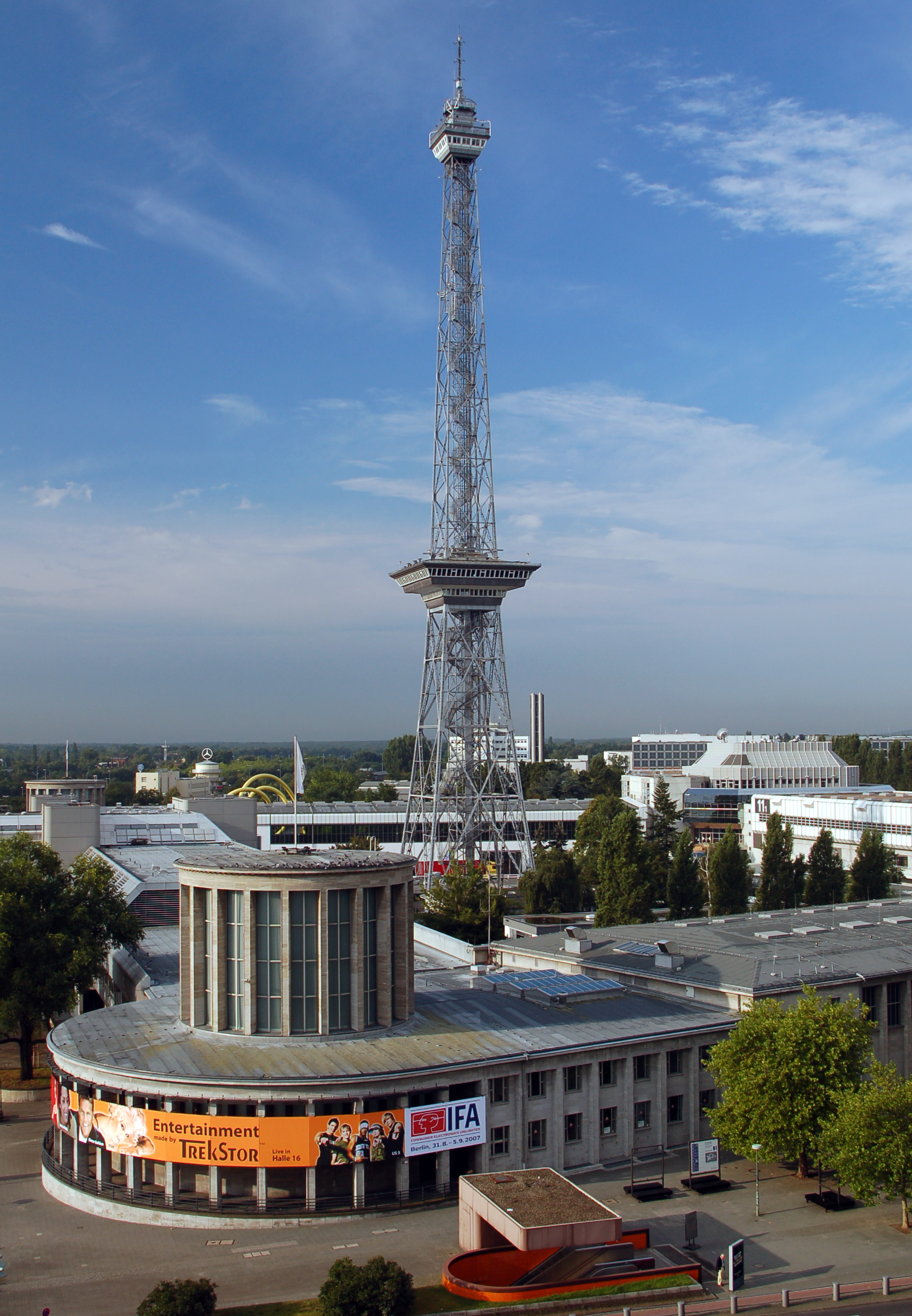
Funkturm

Der Betreiber hieß bis 1992 AMK Berlin – Ausstellungs-, Messe-, Kongress-GmbH. (Geschäftsführer der Ausstellungs-Messe-Kongreß GmbH ab 1984 war der Diplom-Kaufmann Wolfgang Wegmann, der auch Geschäftsführer der AMK Berlin Gastronomie GmbH gewesen war.)

## Unternehmen
Alleiniger Gesellschafter der Messe Berlin ist das Land Berlin.
Die Messe Berlin verfügt über drei 100%ige Tochtergesellschaften (Capital Catering GmbH, MB Capital Services GmbH, Capital Facility GmbH). Darüber hinaus existieren weitere Tochtergesellschaften, die Veranstaltungen u. a. im agrarwirtschaftlichen Bereich, im Kongressbereich, in der Automobilzuliefererindustrie und im Freizeitbereich organisieren.

## Wichtige Messen
Das Veranstaltungsportfolio umfasst 61 Eigenveranstaltungen am Standort Berlin. Von den Eigenveranstaltungen sind die folgenden fünf Messen internationale Leitveranstaltungen:
- Grüne Woche – Internationale Ausstellung für Ernährungswirtschaft, Landwirtschaft und Gartenbau
- ITB – Internationale Tourismus-Börse
- Fruit Logistica – Internationale Leitmesse des Frucht- und Gemüsehandels
- ILA – Internationale Luft- und Raumfahrtausstellung
- InnoTrans – Internationale Fachmesse für Bahn- und Verkehrstechnik

Im Jahr 2023 präsentierten sich rund 26.800 Aussteller auf über 110 Veranstaltungen mit mehr als 1,4 Millionen Teilnehmern.
Weitere wichtige Messen von anderen Veranstaltern auf dem Messegelände der Messe Berlin:
- IFA – Internationale Funkausstellung
- Greentech Festival – Europas größtes Nachhaltigkeitsfestival
- Venus – Internationale Messe für Erwachsenenunterhaltung
- DMEA – Europas führendes Event für Digital Health[10]

## Weltweites Netzwerk
Auch im Ausland ist die Messe Berlin mit Veranstaltungen, u. a. mit der ITB Asia in Singapur und der Asia Fruit Logistica in Hongkong vertreten. 2016 fand in Shenzhen die erste Messe für Consumer Electronics und Home Appliances für den chinesischen Markt, die CE China, statt. Zudem sind 85 Auslandsvertretungen in mehr als 150 Ländern für die Messe Berlin tätig.
Im Mai 2017 wurde mit der ITB China erstmals eine Tochtermesse der ITB Berlin in Shanghai veranstaltet. Sie soll fortan jährlich Mitte Mai im World Expo Exhibition & Convention Center in Shanghai stattfinden.
Im November 2018 fand die zweite droidcon in San Francisco statt. Zuvor veranstaltete die Messe Berlin die droidcon im Juni im City Cube Berlin. Die Veranstaltung ist eine unabhängige Konferenzserie für Android-Entwickler.

## Erweiterung
Am 5. Mai 2014 wurde auf dem Berlin ExpoCenter City die neue, kongresstaugliche Messehalle CityCube Berlin eröffnet, die seitdem mit einer Ausstellungsfläche von über 12.000 m² für Veranstaltungen mit einer Kapazität von bis zu 11.000 Teilnehmern zur Verfügung steht.
Ein anderes Erweiterungsverfahren, das neue Veranstaltungsgelände Berlin ExpoCenter Airport neben dem künftigen Flughafen Berlin Brandenburg, wurde am 3. Juli 2012 eröffnet. Auf diesem Gelände findet unter anderem die ILA Berlin Air Show statt.
Im November 2017 begann auf dem Messegelände der Neubau für die säulenfreie Multifunktionshalle hub27 Berlin. Die Halle weist eine Nutzfläche von 10.000 m² auf und wurde am 16. August 2019 eröffnet. Die Halle und weitere Nebenräume bieten mehr Platz für Kongresse, Tagungen und Konferenzen mit bis zu 11.500 Teilnehmern.